# 濱田隆士
濱田 隆士（はまだ たかし、1933年2月3日 - 2011年1月19日）は、日本の地球科学者。東京大学名誉教授、放送大学名誉教授。
宮崎県延岡市出身。専門は古生物学（アンモナイトの研究、地球環境変遷史）。しばしば恐竜の解説でメディアに登場したが、東京湾におけるサンゴ礁の発見でも知られる。地質学・古生物学分野だけでなく、博物館学・生涯教育・システム基礎科学・映像生物学・環境問題・科学技術社会論など幅広い分野で活動し、啓蒙多数の編著書や訳書を上梓し、テレビ番組や企画展の監修、果てには出演もしている。
1990年頃公文式が出版していたコペル21主催で小学生を集めて行った「アメリカ化石発掘ツアー」に同行し、子供達に分かりやすく説明。その際友人に貰っていつも付けている御守りの空海のペンダントがあり、そのお陰で飛行機墜落事故を回避出来たと話していた。

## 略歴
1933年2月3日、宮崎県延岡市にて生まれる。幼少期から鉱物・化石・貝殻・漂着物に興味を抱いて収集していた。
父親の仕事の関係で旧制中学校在学中に東京都へ移り、横浜国立大学学芸学部（現・教育人間科学部）へ進学。大学在籍中に始めた「貝拾い」はその後の東南アジアでのオウムガイ遺骸の発見や日本での漂着遺骸の分布調査など、その後の研究に役立つこととなる。鹿間時夫を指導教官とし、1955年に卒業した。大学院は東京大学大学院数物系研究科地質学専門課程に進学。小林貞一を指導教官に持ち、クサリサンゴを中心に中期古生代の研究を行い、日本におけるシルル - デボン系の地史的意義の解明に取り組む。1960年3月に理学博士号を取得。日本地質学会研究奨励賞も授与された。
博士課程修了後、同年4月から東京大学教養学部地学教室助手。1966年9月から1968年3月までアメリカ合衆国のカリフォルニア工科大学にて、A. J. Boucotの下で交換研究員として在外研究。1969年に東京大学助教授に昇進。60年代から70年代前半にかけては千葉大学文理学部で非常勤講師を務め、千葉県南総地域の沼サンゴ層を研究。冬季の海水温が低くサンゴ礁が形成されない点を指摘し、過去の造礁生物群集の分布や古生物地理にヒントを与えた。また、在外研究中に地球環境の視点に着目を始め、70年代から環境問題に関連する書籍を刊行した。
1980年に教授に昇進。1981年に、システム科学を用いて地球規模の総合機能的マクロサイエンスを研究・教育する基礎科学科第二 （システム基礎科学）という新学科を東京大学教養学部の後期課程に設置。また80年代にはNHKスペシャル『地球大紀行』の制作に携わり、監修だけでなくロケへの同行や各企画展への講師としての登壇などで貢献した。これ以降、地球環境や地球史の普及講演活動に積極的に参加する。同じくNHKスペシャル『生命40億年はるかな旅』の制作にも携わる。1993年に東大を定年退官し、名誉教授の称号を受ける。
東京大学退官後には放送大学教授に就任して2004年3月まで勤務。国立大学教員という制約がなくなり、博物館への関与が積極的となる。この頃、1995年1月から2003年3月まで神奈川県立生命の星・地球博物館、2000年7月から2005年3月まで福井県立恐竜博物館のそれぞれ初代館長を務める。後者においては福井県を恐竜王国としてプロモーションした。日本科学協会理事長も務めた。テレビ番組においては『NHKジュニアスペシャル』に出演し、地球博士として知名度を高めた。
2011年1月19日、誤嚥性肺炎で死去。享年77歳であった。同月28日に神奈川県湯河原町吉浜の吉祥院で告別式が開かれた。

## 著書

### 単著
- 『生きている化石　動物』保育社、1975年
- きょうりゅう 小学館 1978.3 小さな科学者シリーズ
- 『化石入門』 小学館、1980年
- しそちょうはとんだ 平沢茂太郎画 小学館 1983.7
- 『地球科学への招待』東京大学出版会、1986年
- 地球物語 46億年の謎を解き明かす 1987.2 新潮文庫
- 固体地球 放送大学 1996.3
- 地球とその歴史 放送大学 2000.3
- 「落ちこぼれの子」ほど素晴らしい 地球を科学する者の教育論 海竜社 2001.2

### 共著
- 『原色化石図鑑』益富寿之助共著 保育社、1966年
- 『宇宙地球科学』杉本大一郎共著 東京大学出版会、1975年
- 日本の化石 糸魚川淳二共著 小学館 1983.6
- 『日本列島の地球科学』奈須紀幸共著 放送大学、1991　のち単著
- 地球と宇宙 地球編／宇宙編 小尾信彌共著 放送大学 1996.3
- 日本の自然 中村和郎共編著 放送大学 1998.3
- 日本列島の地球科学 福田正己共著 増補・改訂 放送大学 2003.3
- 流体的地球像 福田正己共著 放送大学 2003.3

### 編著
- 『海と文明』 東京大学出版会〈東京大学教養講座〉、1978年
- 『日本列島のおいたち』正続 東海大学出版会、1980-81年
- 『生きている化石の謎』東海大学出版会、1984年
- 地球環境科学 放送大学 2002.3

### 訳書
- 原色マンモス Josef Augusta 岩崎書店 1967
- 生命の歴史 進化のドラマ33億年 R.コウエン サイエンス社 1979.12
- 化石 貴重なカラー写真215点で読む地質時代の世界 ビットリオ・デ・ツァンチェ,パオロ・ミエットー 小学館 1986.5